# Cantone di Boëge
Il Cantone di Boëge era un cantone francese dell'arrondissement di Thonon-les-Bains.
A seguito della riforma approvata con decreto del 13 febbraio 2014, che ha avuto attuazione dopo le elezioni dipartimentali del 2015, è stato soppresso.

## Composizione
Comprendeva i comuni di:
- Boëge
- Bogève
- Burdignin
- Habère-Lullin
- Habère-Poche
- Saxel
- Saint-André-de-Boëge
- Villard